# Tata Group
Tata Group — индийский транснациональный конгломерат со штаб-квартирой в Мумбаи. Одна из крупнейших промышленных групп в Индии по капитализации и выручке, включает компании в области связи и информационных технологий, машиностроения, производства материалов, сферы услуг, энергетики, потребительских продуктов и химических веществ. Группа Tata имеет представительства в более чем 100 странах. В её состав входят 114 компаний и филиалов в 8 секторах бизнеса. 65,8 % собственности Tata Group находятся в благотворительных фондах. В компаниях Tata Group занято 935 тыс. работников.

## История
Tata Group была основана как торговая фирма в 1868 году Джамшетджи Нуссерванджи Тата. В 1887 году Джамсетджи организовал партнёрство Tata Sons, в которое вошли его старший сын Дограбаджи и двоюродный брат Ратанджи Дадабхо. В 1902 году оно приобрело Indian Hotels Company, чтобы построить Taj Mahal Palace & Tower, первый роскошный отель в Индии, который открылся в следующем году.
Джамшетджи Тата решил построить первый в Индии сталелитейный завод, но строительство этого завода было завершено только после его смерти, когда его сын Дограбаджи в 1907 году основал компанию Tata Iron and Steel. В 1910 году Дограбаджи основал электроэнергетическую компанию Tata Hydro Electric Power Supply. В 1917 году была основана Tata Oil Mills Company (TOMCO, «Маслобойная компания Тата»), начавшая производство растительных масел, мыла и других моющих средств.
В 1932 году дальний родственник Джамшетджи Тата Джехангир Тата, который стал первым индийцем с лицензией гражданского пилота, а в 1938 году возглавил Tata Group, основал авиакомпанию Tata Aviation Service; в 1953 году она была национализирована и сменила название на Air India, а в 2022 году снова вошла в состав Tata Group.
В 1945 году Tata Group основала Tata Engineering and Locomotive Company (TELCO) для производства машиностроительной и локомотивной продукции. Эта компания в 2003 году была переименована в Tata Motors.
За время руководства Джехангира Таты Tata Group превратилась в гигантскую корпорацию из почти 250 предприятий различного профиля, которые выпускали химическую продукцию, бытовую технику, холодильники, автомобили. В 1974 году компания Tata Consultancy Services (TCS) заключила договор с зарубежными заказчиками на поставку своего программного обеспечения. В 2004 году эта компания осуществила самое крупное к тому времени IPO в истории индийского бизнеса, реализовав акции на сумму более $1 млрд.
В 1991 году компанию возглавил племянник Джехангира Ратан Тата, который провел реструктуризацию, сосредоточив внимание на ключевых областях, среди которых были сталелитейное производство, энергетика, информационные технологии.
В 2000 году Tata Group приобрела британскую компанию Tetley Tea, а в 2004 году — южнокорейскую Daewoo Motors. В 2001 году Tata Group в партнёрстве с American International Group (AIG) создала страховую компанию Tata-AIG. В 2007 году Tata Steel приобрела британскую металлургическую компанию Corus Group.
В 2008 году между американским концерном Ford и компанией Tata Motors был заключен договор о продаже марок Jaguar и Land Rover и связанных с ними предприятий. Стоимость сделки составила 2,3 миллиарда долларов. Оба знаменитых британских бренда стали индийскими.
В 2012 году спустя Ратан Тата ушёл на пенсию, и Tata Group возглавил Сайрус Мистри. В 2017 году группу возглавил Натараджан Чандрасекаран.
В октябре 2023 года у тайваньской компании Wistron за 125 млн долларов был куплен завод в Индии по производству мобильных телефонов iPhone.

## Структура
Группа Tata включает более 100 компаний, их общая выручка за 2021/22 финансовый год составила 9,6 трлн рупий ($128 млрд). Группа является частной, однако в неё входит 29 публично торгуемых компаниях, их общая рыночная капитализация на конец марта 2022 года составляла 23,6 трлн рупий ($311 млрд). 10 основных направлений деятельности:
- Технологии — основной компанией является Tata Consultancy Services, а также Tata Elxsi, Tata Digital, Tata Electronics[9].
- Сталелитейное производство — компания Tata Steel является одной из крупнейших сталелитейных компаний в мире, производительность 34 млн тонн стали в год[10].
- Автомобилестроение — компания Tata Motors выпускает грузовые и легковые автомобили, а также автобусы; включает британскую дочернюю компанию Jaguar Land Rover?!; выпускает более 1 млн автомобилей в год[11].
- Потребительские товары и розничная торговля — сюда относятся компании Tata Chemicals (поваренная соль, сода, неорганические химикаты, удобрения), Tata Consumer Products (продукты питания и напитки, включая чай, кофе, специи, соль, воду, полуфабрикаты), Voltas (кондиционеры, холодильники, промышленное оборудование), Titan (ювелирные изделия, часы, очки, парфюмерия), Infiniti Retail (сеть магазинов бытовой техники и электроники Croma), Trent (сети магазинов одежды Westside и Zudio, продуктовых магазинов Star, торгово-развлекательных центров Landmark)[12].
- Инфраструктура — включает компании Tata Power (крупнейшая в Индии энергетическая компания), Tata Projects (проектирование и строительство мостов, дорог, транспортных систем, предприятий), Tata Housing (строительство жилой недвижимости), Tata Consulting Engineers (проектные работы), Tata Realty and Infrastructure (комплексная городская застройка)[13].
- Финансовые услуги — компании Tata Capital (небанковские финансовые услуги), Tata AIA Life (страхование жизни), Tata Asset Management (управление активами), Tata AIG (имущественное страхование)[14].
- Оборонная и аэрокосмическая промышленность — основанная в 2007 году компания Tata Advanced Systems участвует в индийских оборонных и аэрокосмических программах, включая проектирование, производство комплектующих, сборку самолётов, беспилотников, ракет, радаров[15].
- Туризм и авиатранспорт — компании Indian Hotels Company (сеть из 165 отелей), Tata SIA Airlines (совместное предприятие с Singapore Airlines), Air Asia India (бюджетная авиакомпания, совместное предприятие с AirAsia), Air India[16].
- Телекоммуникации — компании Tata Communications (управляет крупнейшей в мире сетью подводных волоконно-оптических кабелей, через которые проходит 30 % мирового интернет-трафика, другая информационная инфраструктура), Tata Play (совместное предприятие с The Walt Disney Company, платформа для распространения видео-контента, платное телевидение), Tata Teleservices (информационные услуги компаниям), Tejas Networks (производство коммуникационного оборудования)[17].
- Торговля и инвестиции — компании Tata International (международная торговля металлами, минералами, сельскохозяйственной продукцией, дистрибьютор автомобилей, производство и продажа изделий из кожи), Tata Industries (инкубатор для компаний в новых для группы отраслях, также инвестиционный холдинг), Tata Investment Corporation (инвестиционная корпорация)[18].

## Признание
Ежегодное исследование, проводимое Reputation Institute, поставило в 2009 году Tata Group в список 11 компаний с самым высоким уровнем репутации в мире. В исследовании приняли участие 600 международных компаний.
Tata Group помогла начать и финансирует многочисленные научные работы, образовательные и культурные институты в Индии. Более 2/3 своего дохода Tata получает за пределами Индии.
Согласно рейтингу международной консалтинговой компании Brand Finance, бренд группы с состоянием $68 миллиардов входит в 50 самых дорогих брендов мира.